# Jimmy porcellino inventore
Jimmy porcellino inventore (The Practical Pig) è un film del 1939 co-sceneggiato e diretto da Dick Rickard.
È il penultimo cortometraggio d'animazione della serie Sinfonie allegre, distribuito negli Stati Uniti dalla RKO Radio Pictures il 24 febbraio 1939. È inoltre l'ultimo dei tre sequel del più famoso cortometraggio I tre porcellini (1933), e dai titoli di testa si può notare che il corto avrebbe dovuto essere il primo di una nuova serie intitolata ai tre protagonisti, che però non iniziò mai.

## Trama
Jimmy sta ultimando un rilevatore di bugie, quando Timmy e Tommy, canzonandolo, dicono di voler andare a farsi un bagno nello stagno. Lui glielo vieta, dicendo loro che quello è territorio di Ezechiele Lupo, ma loro lo ignorano e si tuffano lo stesso. Ezechiele, travestitosi da sirena, li inganna e riesce a catturarli con una rete. Portatili in un vecchio mulino, cerca un modo per acchiappare anche Jimmy; decide così di travestirsi da postino e portargli una falsa lettera d'aiuto da lui scritta, in cui spaccia Timmy e Tommy come mittenti. Prima di uscire, raccomanda ai figli di non mangiare i porcellini finché non sarà tornato, ma, appena lui esce, i lupetti iniziano a preparare una torta con dentro Timmy e Tommy.
Ezechiele, travestito da postino, arriva a casa di Jimmy e gli consegna la lettera. Jimmy riesce però a capire la verità, così lo imprigiona nel suo rilevatore di bugie. Il porcellino chiede quindi al lupo dove sono i suoi fratelli, ma, ogni volta che lui mente, il rilevatore lo punisce. Nel frattempo un lupetto condisce con il pepe la torta, facendo starnutire Timmy e Tommy, che riescono a liberarsi e a fuggire. Intanto Ezechiele, venendo torturato fino allo spasimo, finisce con confessare che i due sono nel mulino. Dopo aver cacciato via il lupo con un fuoco d'artificio, Jimmy va in soccorso dei suoi fratelli, i quali irrompono in casa proprio in quel momento. Quando Jimmy chiede ai fratellini se si sono fatti il bagno e loro rispondono di no, il rilevatore li sculaccia punendoli per aver detto una bugia; tuttavia, appena Jimmy dice "Fa più male a me che a voi", anche lui viene punito.

## Distribuzione

### Edizione italiana
Il film fu doppiato dalla Royfilm in occasione della sua prima distribuzione in Italia, avvenuta direttamente in home video nella VHS I tre porcellini del marzo 2000.

### Edizioni home video

#### VHS
Italia
- I tre porcellini (marzo 2000)[2]
- Le fiabe volume 5: I tre porcellini e altre storie (febbraio 2005)

#### DVD
Il cortometraggio fu distribuito in DVD-Video nel primo disco della raccolta Silly Symphonies, facente parte della collana Walt Disney Treasures e uscita in America del Nord il 4 dicembre 2001 e in Italia il 21 aprile 2004.

## Altri media
Il cartone animato fu adattato in una storia a fumetti, scritta da Merrill De Maris e disegnata da Al Taliaferro e pubblicata in 15 tavole domenicali dal 1º maggio al 7 agosto 1938; la versione italiana fu pubblicata su Topolino sempre nel 1938 col titolo I tre porcellini e il rilevatore delle bugie.